# Krasonie
Krasonie – wieś w Polsce położona w województwie lubelskim, w powiecie janowskim, w gminie Modliborzyce.
W latach 1975–1998 miejscowość administracyjnie należała do województwa tarnobrzeskiego.